# 1932年ロサンゼルスオリンピックのオーストリア選手団
1932年ロサンゼルスオリンピックのオーストリア選手団（1932ねんロサンゼルスオリンピックのせんしゅだん）は、1932年7月30日から8月14日にかけてアメリカ合衆国のロサンゼルスで開催された1932年ロサンゼルスオリンピックのオーストリア選手団、およびその競技結果。

## 概要
今大会は金メダル1個、銀メダル1個、銅メダル3個の合計5個のメダルを獲得した。

## メダル
| メダル | 選手名            | 競技         | 種目                   |
| ------ | ----------------- | ------------ | ---------------------- |
| 金     | Ellen Preis       | フェンシング | 女子フルーレ個人       |
| 銀     | Hans Haas         | 重量挙げ     | ライト級               |
| 銅     | Nickolaus Hirschl | レスリング   | グレコローマンヘビー級 |
| 銅     | Nickolaus Hirschl | レスリング   | フリースタイルヘビー級 |